# Arbuste
Ne doit pas être confondu avec arbrisseau.

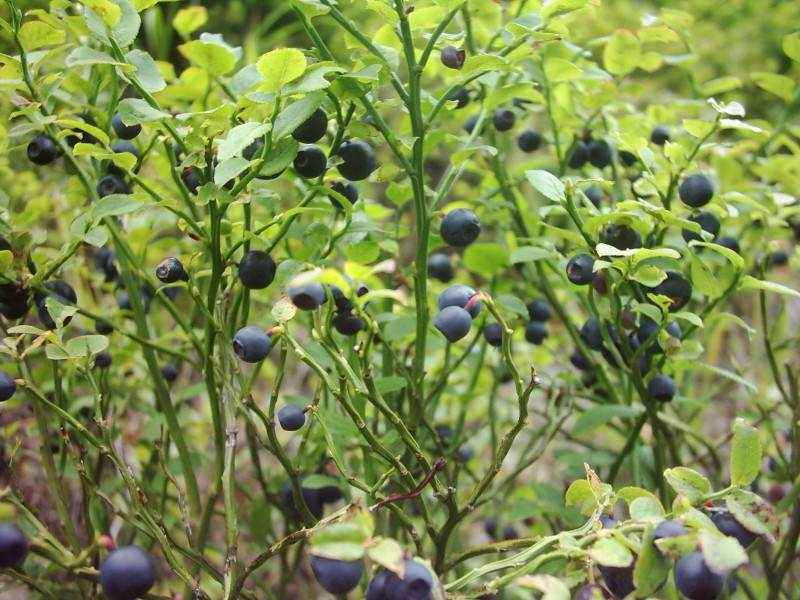
Myrtillier.

En botanique, l’arbuste se distingue de l'arbre ou de l'arbrisseau. Il désigne une plante ligneuse d'une taille entre 4 et 7 mètres à l'état adulte, à la différence de l'arbre qui fait plus de 7 mètres à l'état adulte.
Dans le parler populaire, le terme « arbrisseau » est souvent considéré comme un synonyme d’« arbuste ». Mais en réalité, il s’en distingue fortement :
- dépourvu de tronc, l'arbrisseau se ramifie dès la base. Sa forme est dite « buissonnante ». Plusieurs arbrisseaux rassemblés forment un buisson ;
- l’arbuste adulte ressemble à un arbre de petite taille en cours de croissance. Mais ayant terminé sa croissance, l’arbuste possèdera toujours un tronc de faible diamètre[2].

Cette classification intégrant des aspects dimensionnels et morphologiques fait partie du langage commun et est utile, notamment pour les paysagistes qui peuvent ainsi avoir une idée de la hauteur à maturité des essences qu’ils souhaitent utiliser dans leurs projets, mais elle est restrictive car la croissance et le développement des végétaux ligneux varient fortement selon que les conditions environnementales sont plus ou moins propices.
La moitié des espèces d’arbustes présentes en Europe sont menacées d’extinction selon l’Union internationale pour la conservation de la nature (UICN).